# Integrables System
Ein integrables System ist ein dynamisches System, welches eine besonders hohe strukturelle Ordnung und explizite Lösbarkeit besitzt. Integrablität bedeutet, dass das System eine tieferliegende mathematische Struktur besitzt, die seine explizite Lösung durch systematische Methoden erlaubt. Durch die Lösbarkeit des Systems erhält man insbesondere eine präzise Vorhersage des Langzeitverhaltens des Systems, was solche Systeme von chaotischen Systemen unterscheidet. Es existiert keine einheitliche formale Definition des Begriffs integrables System, der Begriff wird in verschiedenen Kontexten unterschiedlich verwendet.
In der klassischen Mechanik bezeichnet man ein System als integrabel, wenn es Liouville-integrabel (s. u.) ist, das heißt, wenn es genügend viele in Involution stehende (s. u.) Erhaltungsgrößen besitzt. Für quantenmechanische Systeme existiert der Begriff der Quantenintegrabilität. In moderneren Ansätzen wird ein System als integrabel bezeichnet, wenn es explizit gelöst werden kann, etwa durch Methoden wie die inverse Streutransformation, Riemann-Hilbert-Analyse oder determinantenbasierte Verfahren. Der Fokus liegt dabei weniger auf der Existenz struktureller Kriterien wie zum Beispiel Lax-Paaren oder Symmetrien, sondern auf tatsächlicher Lösbarkeit und Kontrolle der asymptotischen Regionen, das heißt das Verhalten in den Grenzregionen.
Integrable Systeme treten in zahlreichen Bereichen der Mathematik und Physik auf, darunter in der Theorie der nichtlinearen partiellen Differentialgleichungen (z. B. Korteweg-de-Vries-Gleichung, nichtlineare Schrödingergleichung), in der statistischen Mechanik (z. B. Ising-Modell, XXZ-Modell), der Wahrscheinlichkeitstheorie (z. B. Zufallsmatrizen, integrablen Wahrscheinlichkeit, TASEP), der Darstellungstheorie, der algebraischen Geometrie und weiter. Der Begriff der Integrablen Methode (IM) steht dabei für ein einheitliches methodisches Gerüst, das viele dieser scheinbar unterschiedlichen Anwendungen miteinander verbindet.

## Integrables System

### Klassische Mechanik
Sei ein {\displaystyle 2n}-dimensionaler Phasenraum {\displaystyle M=\mathbb {R} ^{2n}} mit Koordinaten {\displaystyle q=(q_{1},\dots ,q_{n})} und {\displaystyle p=(p_{1},\dots ,p_{n})} (Position und Impuls) und Hamilton-Funktion {\displaystyle H\colon M\to \mathbb {R} } gegeben. Für zwei Phasenraumfunktionen {\displaystyle F(q,p)} und {\displaystyle G(q,p)} werden die Poisson-Klammern definiert
{\displaystyle \{F,G\}:=\sum _{k=1}^{n}\left({\frac {\partial F}{\partial q_{k}}}{\frac {\partial G}{\partial p_{k}}}-{\frac {\partial F}{\partial p_{k}}}{\frac {\partial G}{\partial q_{k}}}\right).}
Die Poisson-Klammer kann hergeleitet werden, in dem man {\displaystyle F} nach der Zeit ableitet und dann die hamiltonschen Bewegungsgleichungen
{\displaystyle {\frac {d}{dt}}q_{k}={\frac {\partial H}{\partial p_{k}}}\,,\quad {\frac {d}{dt}}p_{k}=-{\frac {\partial H}{\partial q_{k}}}}
einfügt.
Zwei Funktionen {\displaystyle F} und {\displaystyle G} Poisson-kommutieren, wenn die Poisson-Klammer verschwindet {\displaystyle \{F,G\}=0}. Eine Funktion {\displaystyle F}, die mit dem Hamiltonian {\displaystyle H} Poisson-kommutiert, ist eine Erhaltungsgröße. Wenn {\displaystyle \{F,G\}=0}, dann sagt man auch, dass {\displaystyle F} und {\displaystyle G} in Involution stehen, weil die Größen, die durch diese Funktionen beschrieben werden, unabhängig voneinander sind und sich in ihrer Entwicklung nicht gegenseitig beeinflussen.
Ein dynamisches System heißt Liouville-integrierbar falls es {\displaystyle n} unabhängige Erhaltungsgrößen hat, die gegenseitig in Involution stehen
{\displaystyle \{F_{i},F_{j}\}=0,\quad i,j=1,\dots ,n.}
Der Satz von Liouville sage:
Sei {\displaystyle H=H(x,t)} eine Hamilton-Funktion auf {\displaystyle \mathbb {R} ^{2n}} mit kanonischer Poisson-Klammer und seien {\displaystyle I_{1},\dots ,I_{n}} Integrale der Bewegung, welche gegenseitig Poisson-kommutieren {\displaystyle \{I_{i},I_{j}\}=0} für {\displaystyle i,j=1,\dots ,n}. Falls {\displaystyle I_{1},\dots ,I_{n}} unabhängig auf der Niveaumenge 
{\displaystyle C_{a}=\{(x,t)\in \mathbb {R} ^{2n}\times \mathbb {R} \colon I_{i}=a,i=1,\dots ,n\}}
sind, dann erhält man die Lösung der Hamilton-Gleichung {\displaystyle {\frac {d}{dt}}x=\{H,x\}} auf {\displaystyle C_{a}} durch Quadratur (d.h. explizite Integration).

### Modernere Theorien
Die moderne Theorie integrierbarer Systeme begann mit der 1967 erschienen Arbeit von Clifford Gardner, John Greene, Martin Kruskal und Robert Miura (GGKM), die eine neuartige Methode zur Lösung der Korteweg-de-Vries-Gleichung (KdV) 
{\displaystyle q_{t}+6qq_{x}-q_{xxx}=0,\quad q_{0}(x)\to 0{\text{ wenn }}|x|\to \infty }
entwickelten, die Inverse Streutransformation. Diese Methode beruhte auf der Spektral- und Streutheorie des zeitabhängigen Schrödinger-Operators {\displaystyle L(t):=-\partial _{x}^{2}+q(x,t)} und ermöglichte die explizite Integration der KdV-Gleichung. Ein Jahr später formulierte Peter Lax die Gleichung um. Sei {\displaystyle B(t):=4\partial _{x}^{3}-6q\partial _{x}-3q_{x}}, dann lässt sich die KdV-Gleichung als Lax-Gleichung
{\displaystyle \partial _{t}L=[B,L]=BL-LB}
formulieren. Der Operator {\displaystyle B} wurde so gewählt, dass das Spektrum von {\displaystyle L} über die Zeit konstant bleibt, das heißt es gibt eine Familie unitärer Transformationen {\displaystyle (U(t))_{t}} so dass {\displaystyle L(t)=U^{-1}(t)L(0)U(t)} und daraus folgt {\displaystyle \operatorname {Spec} (L(t))=\operatorname {Spec} (L(0))}. Man nennt dies isospektrale Deformation von {\displaystyle L(t)}. Die konstanten Eigenwerte sind dabei Erhaltungsgrößen des Systems, so dass die KdV-Gleichung Liouville-integrabel wird. Die Operatoren {\displaystyle L} und {\displaystyle B} nennt man Lax-Paare und für andere partielle Differentialgleichungen wurden später weitere Lax-Paare gefunden, darunter die nichtlineare Schrödinger-Gleichung und die Sinus-Gordon-Gleichung.

#### Abstrakte Definition
Die nachfolgende Definition stammt von Percy Deift und verzichtet dabei auf die Begriffe Liouville-Integrabilität und Erhaltungsgrößen:
Ein dynamisches System {\displaystyle \eta =\eta (a,b,\dots )} gilt als integrables System, wenn 
- es eine bijektive Substitution {\displaystyle \eta \to \zeta :=\varphi (\eta )} gibt, sodass durch die Transformation {\displaystyle \eta (a,b,\dots )=\varphi (\eta (a,b,\dots ))} die Abhängigkeiten des System {\displaystyle \eta } von {\displaystyle a,b\dots } einfach und gut verstanden ist.
- die Abbildungen {\displaystyle T:\eta \mapsto \zeta :=\varphi (\eta )} und {\displaystyle Z:\zeta \mapsto \eta =\varphi ^{-1}(\zeta )} einfach und gut verstanden sind, sodass daraus das Verhalten von {\displaystyle \eta (a,b\dots )=\varphi ^{-1}(\zeta (a,b,\dots ))} explizit erschlossen werden kann, insbesondere in den Fällen, wenn {\displaystyle a,b,\dots } variieren und speziell klein oder groß werden.

### Integrabilität vs. Nicht-Integrabilität
Integrabilität bezeichnet ganz allgemein die Eigenschaft eines Systems, dessen Dynamik durch strukturierte Methoden explizit beschrieben werden kann, dies muss auch nicht immer in einer geschlossenen Lösungsform sein. In diesem Sinne sind integrable Systeme „lösbar“, weil man ihr Verhalten langfristig genau analysieren kann. Nicht-integrable Systeme sind hingegen durch Eigenschaften wie chaotisches Verhalten, starke abhängig von Anfangsbedingungen, dem Fehlen genügender Erhaltungsgrößen oder ganz allgemein dem Fehlen der Methoden, die mit integrablen Systemen verbunden sind, charakterisiert.